# Đà điểu Nam Mỹ nhỏ
Đà điểu Nam Mỹ nhỏ (danh pháp khoa học: Rhea pennata) là một loài chim trong họ Rheidae. Loài này được tìm thấy ở Altiplano và Patagonia, Nam Mỹ. 

## Phân loại
Có ba phân loài:
- R. p. garleppi được tìm thấy tại puna của miền nam Peru, tây nam Bolivia, và tây bắc Argentina.[6]
- R. p. tarapacensis được tìm thấy tại puna của miền bắc Chile từ khu vực Arica và Parinacota đến Antofagasta.[7]
- R. p. pennata được tìm thấy thảo nguyên Patagonian của Argentina và Chile.[1][6]

## Hình ảnh

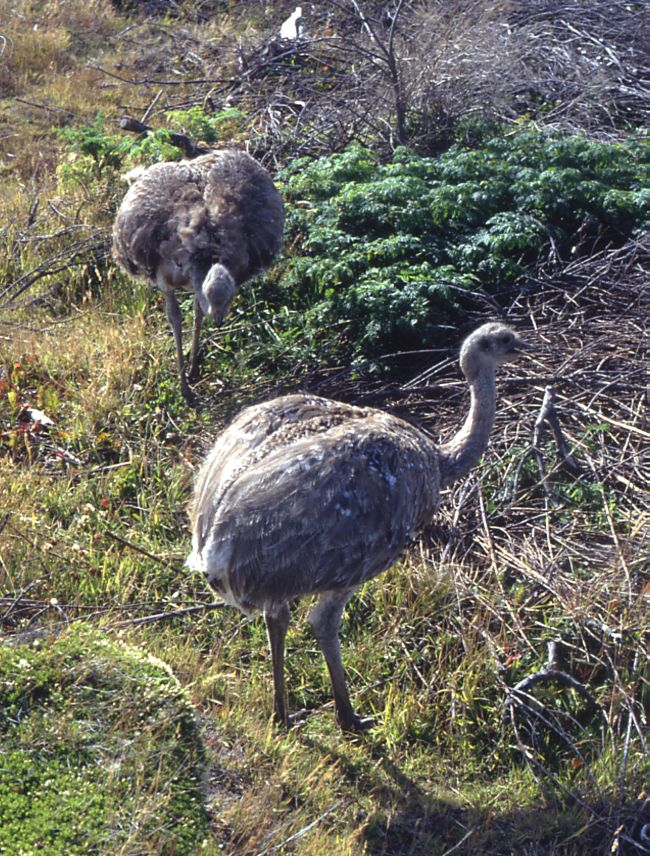
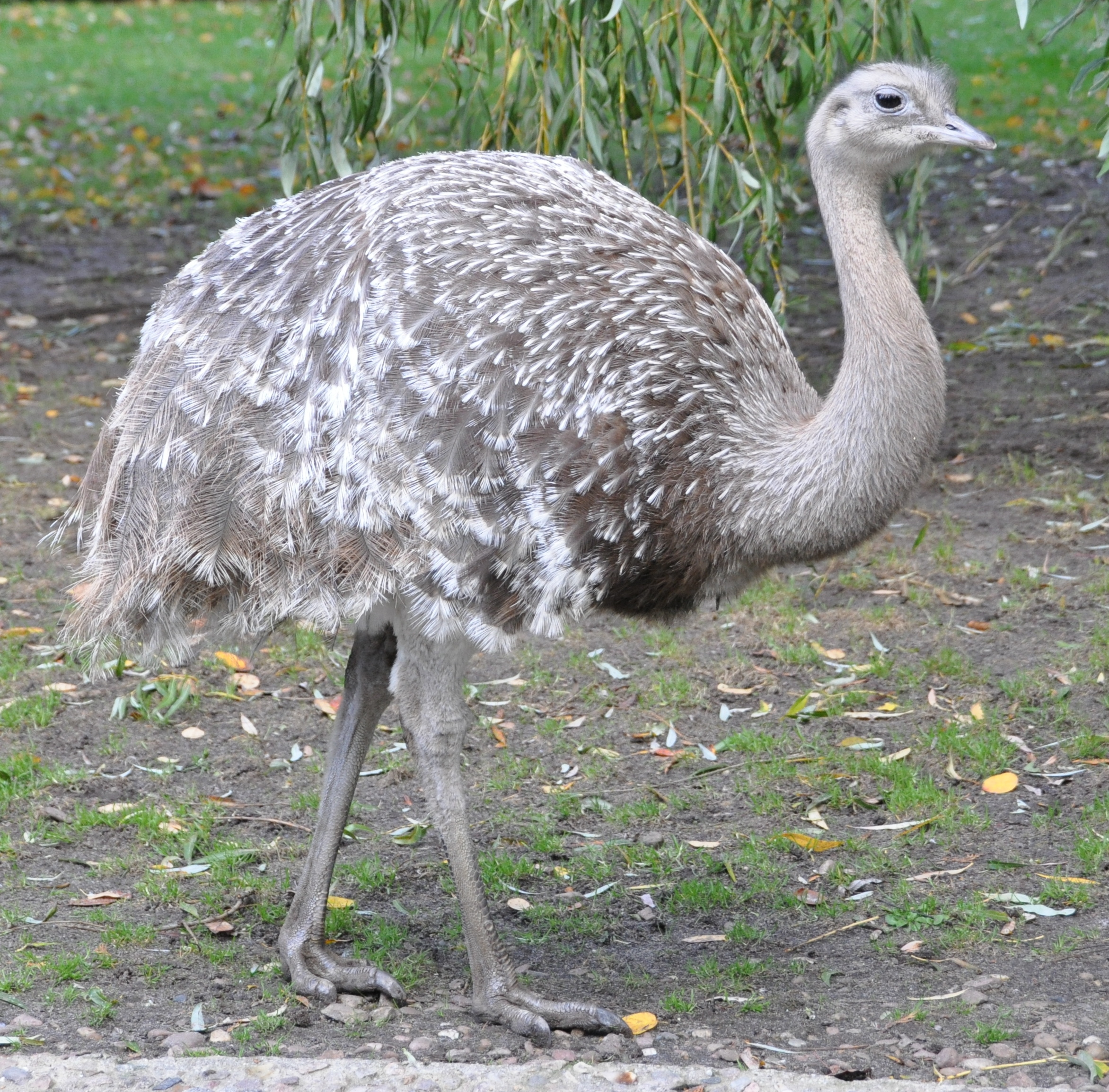
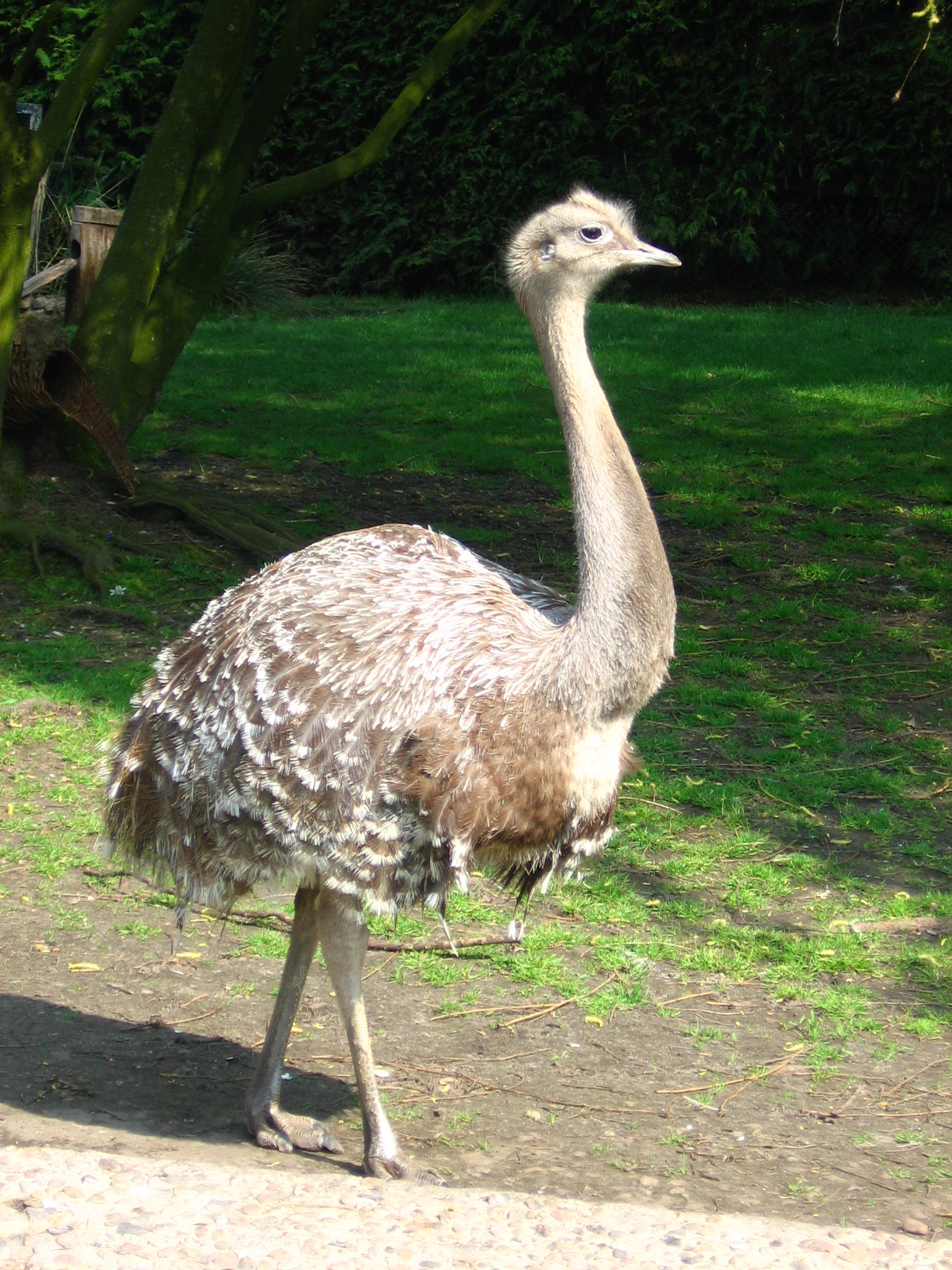
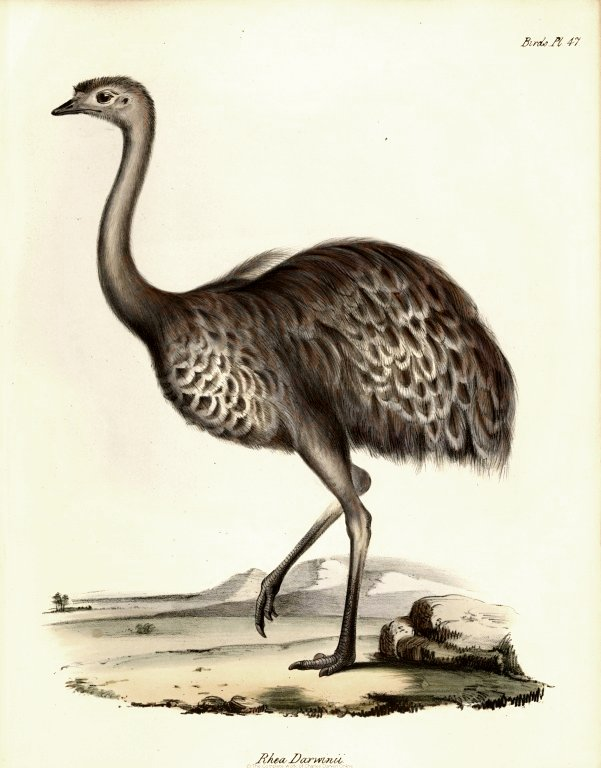
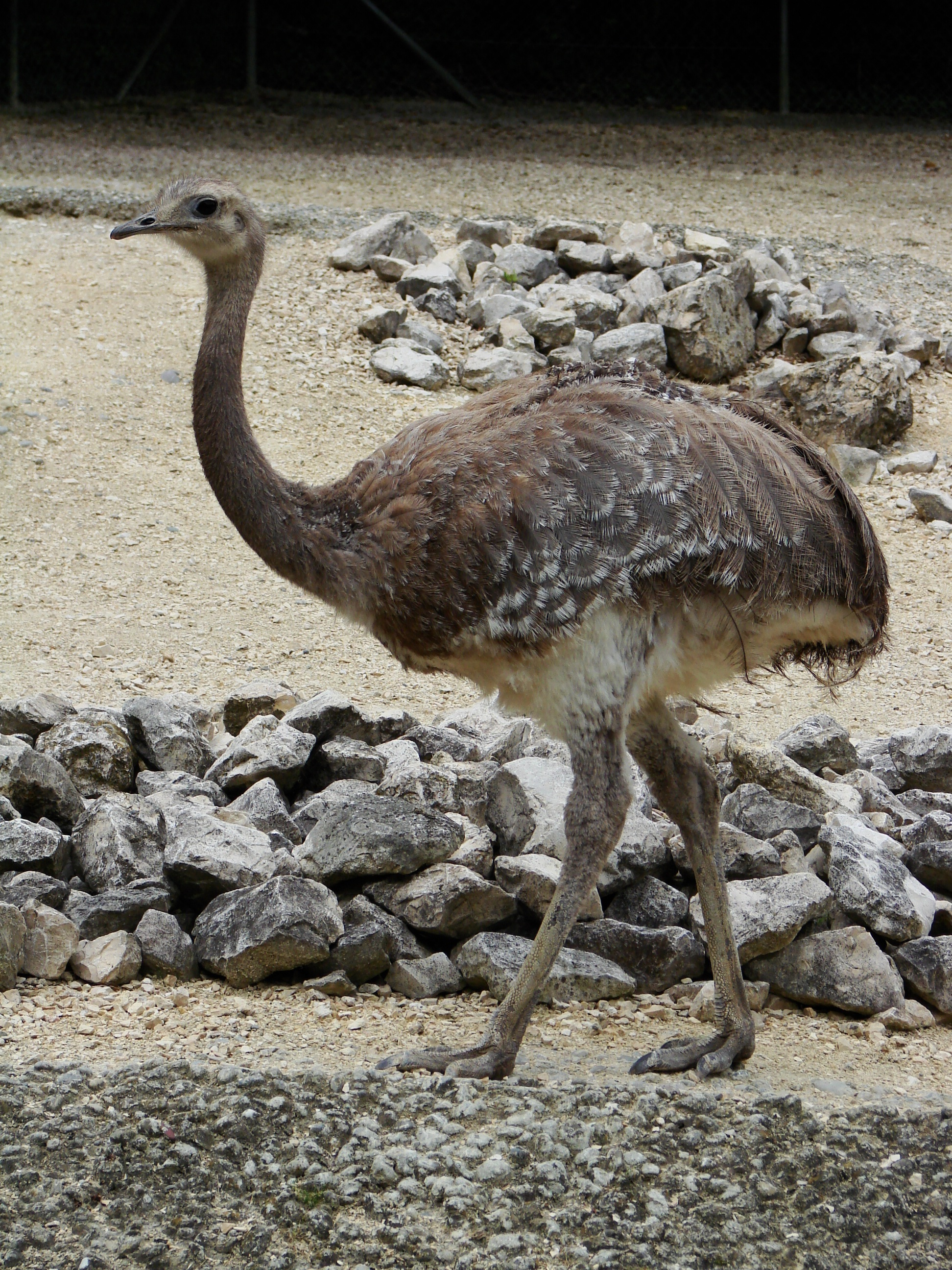
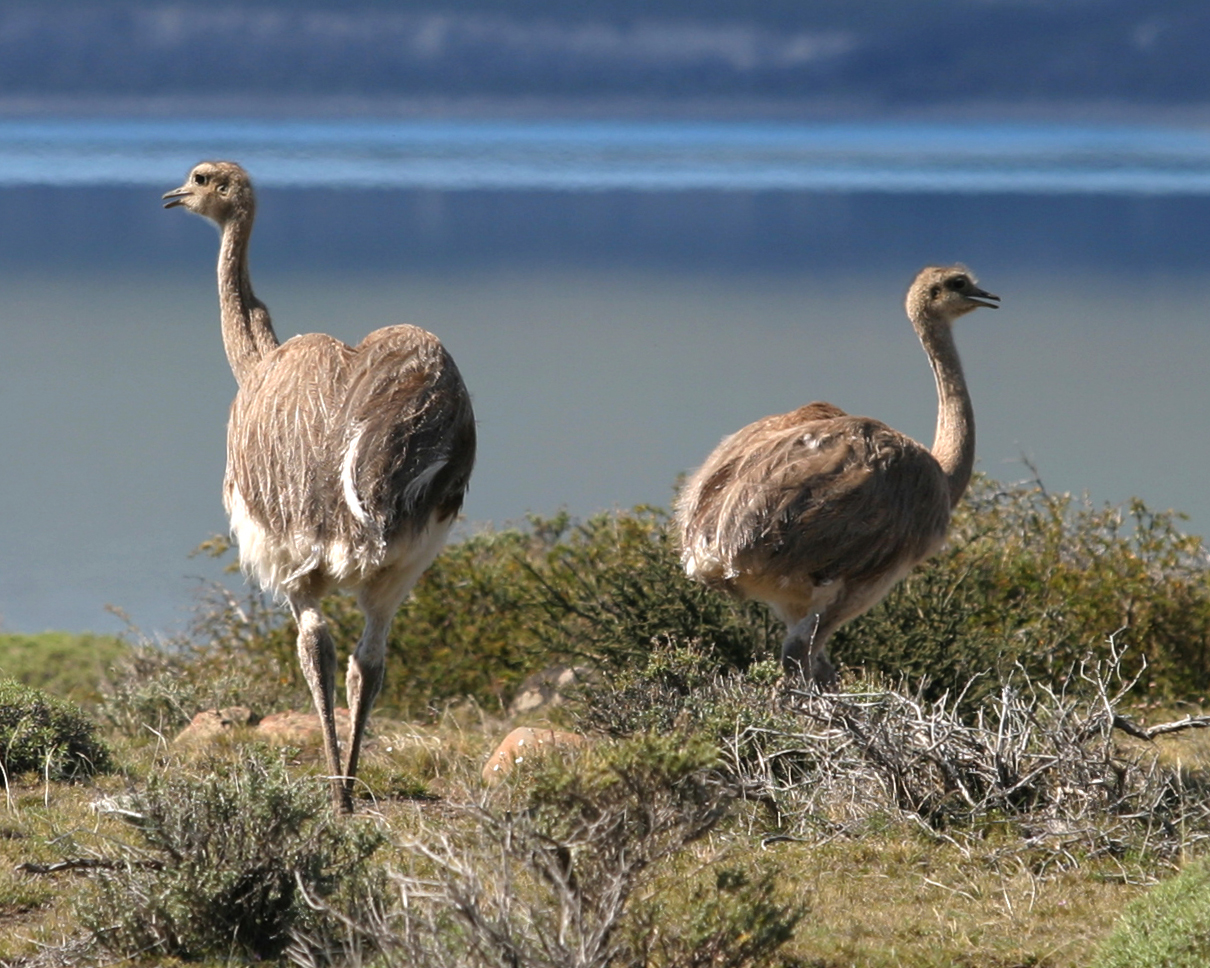
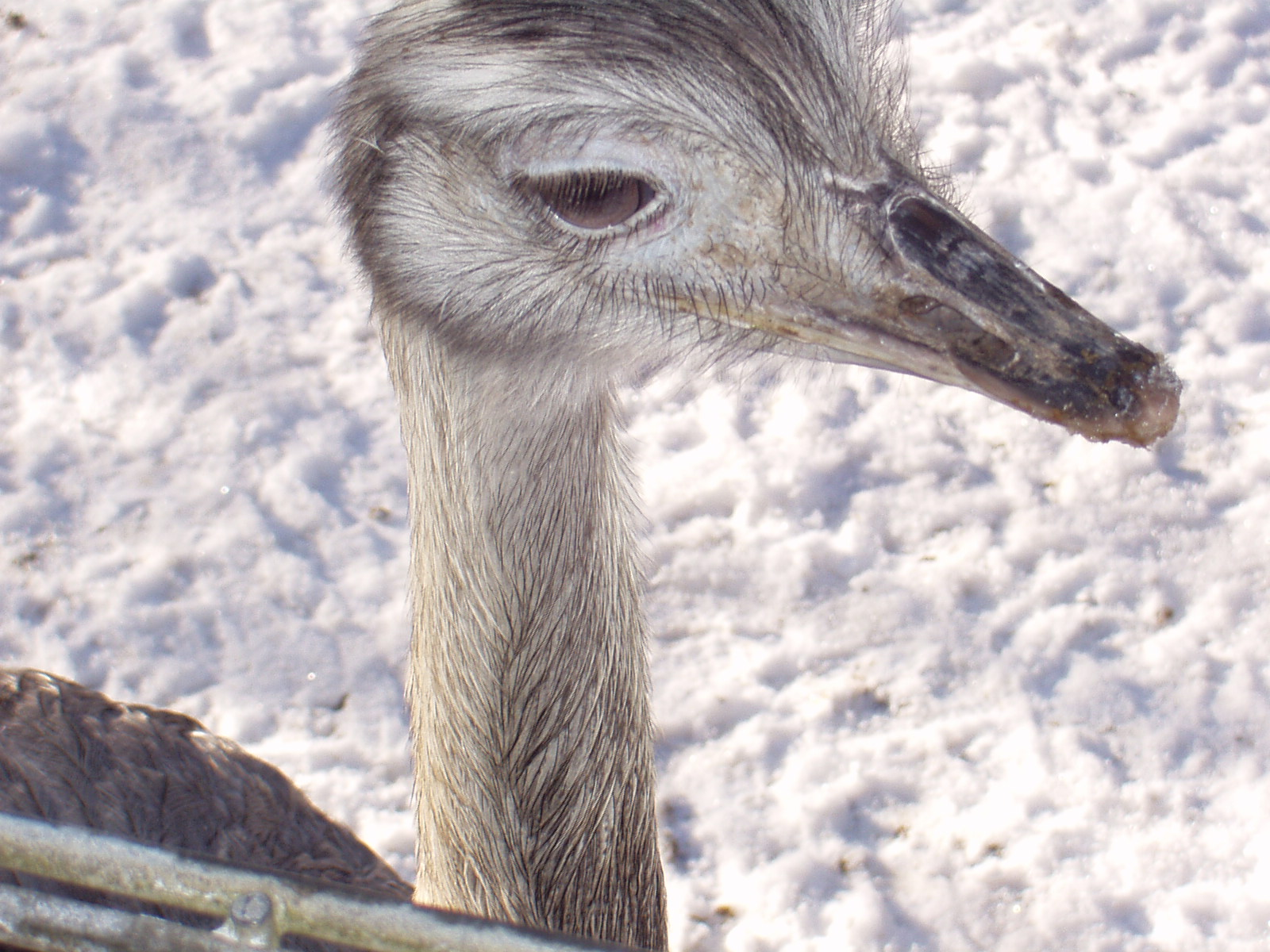

## Miêu tả
Loài chim này cao 90 đến 100 cm (35–39 in). Chiều dài là 92 đến 100 cm (36–39 in) và trọng lượng là 15 đến 28,6 kg (33–63 lb). Nó có mỏ và đầu nhỏ, mỏ dài 6,2 đến 9,2 cm (2,4 đến 3,6 in), nhưng có chân dài và cổ dài. Nó có cánh khá lớn hơn các loài khác trong chi. Nó có thể chạy với tốc độ lên tới 60 km/h (37 mph), giúp nó chạy trốn khỏi kẻ săn mồi.